# Кафарнаум (Баия)
Кафарнаум (порт. Cafarnaum)  —  муниципалитет в Бразилии, входит в штат Баия. Составная часть мезорегиона Северо-центральная часть штата Баия. Входит в экономико-статистический микрорегион Иресе. Население составляет 17 055 человек на 2006 год. Занимает площадь 927,491 км². Плотность населения — 18,4 чел./км².
Праздник города — 7 апреля.

## Статистика
- Валовой внутренний продукт на 2003 год составляет 30 501 162,00 реалов (данные: Бразильский институт географии и статистики).
- Валовой внутренний продукт на душу населения на 2003 год составляет 1837,64 реалов (данные: Бразильский институт географии и статистики).
- Индекс развития человеческого потенциала на 2000 год составляет 0,598 (данные: Программа развития ООН).